# Bollito misto

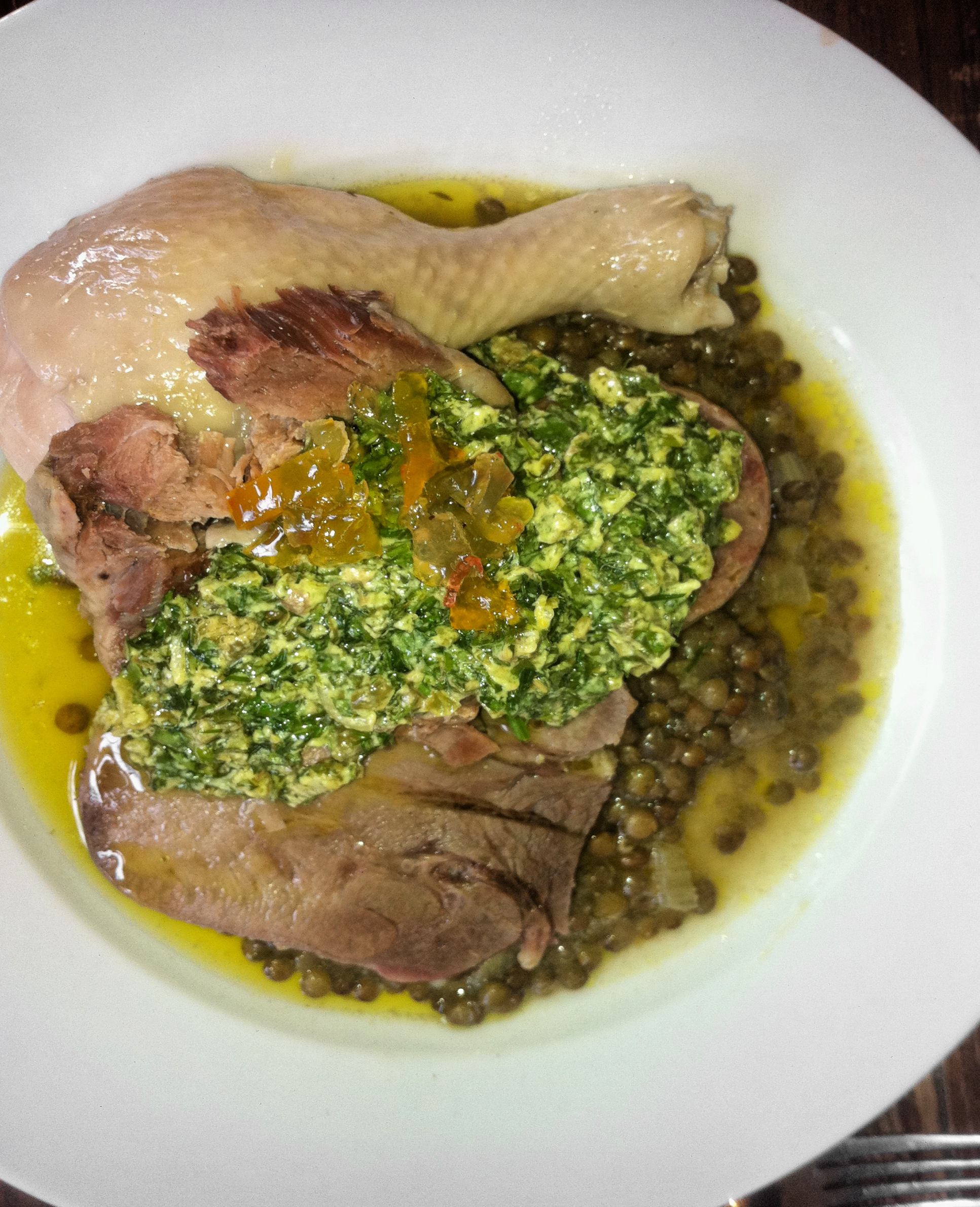
Bollito misto mit Salsa verde

Bollito misto (italienisch für „gemischtes Gekochtes“) ist ein traditioneller, üppiger Fleischtopf aus Norditalien. Es besteht aus verschiedenen Fleischsorten und Rohwürsten, in je nach Region teils unterschiedlicher Zusammensetzung, die gekocht und mit jeweils typischer Sauce serviert werden. 
Im Piemont ist es zusammen mit italienischer grüner Sauce (Salsa verde) als Bollito misto con salsa verde bekannt, in der Emilia-Romagna wird das Bollito misto con mostarda mit der klassischen italienischen Mostarda di frutta (einer scharfen Sauce auf Basis von Senffrüchten) serviert.
Nach Piemonter Art besteht er üblicherweise aus Rindfleisch, Kalbfleisch, Zunge und Huhn sowie Schweinswurst (Cotechino), gefülltem Schweinsfuß (Zampone) und Wurzelgemüse. Zur Zubereitung werden Rinderzunge, Wurst und Schweinsfuß sowie das Rindfleisch separat in Salzwasser vorgekocht. Zum Rindfleisch kommen später auch Kalbfleisch, Huhn und Gemüse – schließlich auch Zunge, Wurst und Schweinsfuß. Je nach Rezept gehören auch noch Kalbskopf, Markknochen und Wirsing zu den Zutaten. Gemeinsam werden sie zu Ende gegart. Die entstandene kräftige Brühe wird im Voraus serviert. Fleisch und Wurst werden in dünne Scheiben geschnitten, das Huhn zerteilt und alles mit Salsa verde, einer Essig-Öl-Vinaigrette mit Kräutern sowie hartgekochten und fein gehackten Eiern, gereicht.
Als Beilage zum Fleisch sind pikant eingelegte Senffrüchte beliebt.

## Belege
- Reinhardt Hess u. a.: Die echte italienische Küche. Typische Rezepte und kulinarische Impressionen aus allen Regionen. 1. Auflage. Gräfe und Unzer, München 2006, ISBN 3-8338-0240-5 (Auszug bei Google Books). Zuletzt abgerufen am 20. April 2016.